# Ted Raimi
Ted Raimi, właśc. Theodore R. Raimi (ur. 14 grudnia 1965 w Detroit) – amerykański aktor telewizyjny i filmowy, scenarzysta, znany z roli porucznika Tima O’Neilla w serialu NBC SeaQuest. Brat reżysera Sama Raimiego.
Wystąpił w filmie Nocny pociąg z mięsem, jako ofiara w pociągu, która ginie od uderzenia młotkiem w głowę.

## Filmografia

### Filmy fabularne
- 1977: It's Murder! (film krótkometrażowy)
- 1981: Torro. Torro. Torro! (film krótkometrażowy)
- 1981: Martwe zło jako Fake Shemp
- 1985: Fala zbrodni jako kelner
- 1985: Stryker's War jako mężczyzna w łańcuchu
- 1987: Martwe zło 2 jako Opętana Henrietta Knowby
- 1989: Luz na kółkach jako Charlie
- 1989: Intruz jako Joe, pracownik działu produkcji
- 1989: Zbrodnia ze snu jako Pac Man
- 1990: Człowiek ciemności jako Rick
- 1990: Pocztówki znad krawędzi (niewymieniony w czołówce)
- 1991: Na skraju szaleństwa jako Hank Stone
- 1992: Eddie Presley jako Scooter
- 1992: Armia ciemności jako tchórzliwy rycerz / Pomocny wieśniak / Sprzedawca w S-Martcie
- 1992: Ostatnie dotknięcie jako detektyw Arnold
- 1992: The Fountain Clowns jako Hayden
- 1992: Candyman jako Billy
- 1992: Czas patriotów jako technik CIA
- 1993: Skinner jako Dennis Skinner
- 1993: Nieuchwytny cel jako mężczyzna z ulicy
- 1993: Maniakalny glina 3 jako reporter
- 1993: Urodzeni wczoraj jako asystent Cynthii
- 1993: Oddział Bikini jako przestraszony widz (niewymieniony w czołówce)
- 1994: In This Corner jako Przeprowadzający wywiad
- 1994: Stan zagrożenia jako analityk
- 1994: Floundering jako Sale Salesman
- 1995: Stuart Saves His Family jako Hal
- 1996: The Shot jako detektyw Corelli
- 1996: Apollo 11 (TV) jako Steve Bales
- 1997: Władca życzeń jako Ed Finney
- 1999: Gra o miłość jako Dozorca galerii
- 1999: Freak Talks About Sex jako mąż Jackie
- 1999: Kochankowie mimo woli jako Gabriel / A.D.R. Mixer
- 2000: Growing Season jako Danny
- 2002: Spider-Man jako Hoffman
- 2002: Fatal Kiss jako Bob Reynolds
- 2002: The Attic Expeditions jako dr Coffee
- 2003: Pledge of Allegiance jako Phelps
- 2004: Spider-Man 2 jako Hoffman
- 2004: Illusion jako Ian
- 2004: The Grudge – Klątwa jako Alex
- 2005: Głos w mózgu jako Pavel
- 2006: Nice Guys jako agent specjalny Brown
- 2007: Diamonds and Guns jako dziedzic
- 2007: Drapieżna planeta jako dr Tygon
- 2007: Spider-Man 3 jako Hoffman
- 2007: Mam na imię Bruce jako Mills Toddner/Wing/Mężczyzna malujący reklamę
- 2007: Zabić wspomnienia jako Peter Savarino
- 2007: Millennium Crisis jako August
- 2008: Nocny pociąg z mięsem jako Randle Cooper
- 2009: Anioł śmierci jako Jed Norton
- 2009: Wrota do piekieł jako doktor
- 2010: VideoDome Rent-O-Rama jako Francis
- 2012: Attack of the 50ft Cheerleader jako dr Higgs
- 2013: Oz: Wielki i potężny jako Sceptyk na widowni
- 2014: Murder of a Cat jako młody szeryf

### Seriale TV
- 1989: Alf jako Julius
- 1991: Miasteczko Twin Peaks jako heavymetalowy młodzieniec
- 1992: Słoneczny patrol jako Leonaard
- 1993–1996: SeaQuest jako porucznik Timothy O’Neill
- 1996–2001: Xena: Wojownicza księżniczka jako Joxer / Jacques S'Er / Jack Kleinman / Ted Kleinman / Jett / Harry / Jace / Hagar
- 1997: Herkules jako Joxer
- 1998: Herkules jako Alex Kurtzman
- 2002: Invader Zim jako Holographic Marzoid Head / Invader Skoodge (głos)
- 2002: Odysseja jako Harry Mudd
- 2005: CSI: Kryminalne zagadki Nowego Jorku jako Garage Joe / Joe Strahil
- 2005: Mistrzowie horroru jako ks. Tulli
- 2008: Miecz prawdy jako Sebastian
- 2005: Nie z tego świata jako Wesley Mondale
- 2010: Miecz prawdy jako Sebastian
- 2016: Ash kontra martwe zło jako Chet Kaminski

## Gry komputerowe
- 2022: The Quarry – Travis Hackett[4]